# تهم‌کفتار
تهم‌کفتار (نام علمی: Borhyaena) نام یک سرده از تیره تهم‌کفتاران است.